# Kenny (Band)
Kenny war eine britische Poprock-Band, die von 1974 bis 1976 mit eingängigen Glam-Rock-Liedern erfolgreich war.

## Geschichte
Im Jahr 1973 nahm der irische Showband-Sänger Tony Kenny, ehemaliger Leadsänger von The Sands und The Vampires, die Single Heart of Stone auf, die von Bill Martin und Phil Coulter geschrieben und von Mickie Most produziert wurde. Sie wurde unter dem Namen „Kenny“ veröffentlicht, und nachdem der Sänger nach Irland zurückgekehrt war, wurde die Single in Großbritannien ein Hit, ebenso wie die Nachfolgeveröffentlichung Give It to Me Now. Martin und Coulter entschieden sich, den Namen Kenny weiter zu verwenden. Dazu nahmen sie die Nordlondoner Nachwuchsband „Chuff“, die  progressiven Rock spielte, unter Vertrag. Martin und Coulter waren zu dieser Zeit mit Liedern für die von ihnen entdeckten Bay City Rollers, sehr erfolgreich. Zunächst waren die Bandmitglieder nicht davon angetan, ihre bevorzugte Musikrichtung hin zu seichten Teenager-Popstücken zu ändern, aber gaben dann rasch nach. Jedoch musste der bisherige Sänger Ross Prinle ausgewechselt werden, weil sein hippieskes Aussehen nicht dem gewünschten Image als zeitgemäßes Teenie-Idol entsprach.
Nach den ersten Erfolgen, darunter The Bump (1974) und Fancy Pants (1975), nahm die Popularität der Band jedoch 1976 ab. Kenny erzwangen eine gerichtliche Entscheidung, sich von der bisherigen Plattenfirma RAK Records zu lösen, um zur deutschen Polydor wechseln zu können. Allerdings brachte dies auch keinen nennenswerten Erfolg. Als Yan Style infolge eines Motorradunfalls einen gelähmten Arm davontrug, folgte kurz darauf die Entscheidung, die Gruppe aufzulösen.

## Diskografie

### Alben
| Jahr | Titel                 | Höchstplatzierung, Gesamtwochen, AuszeichnungChartplatzierungen (Jahr, Titel, Platzierungen, Wochen, Auszeichnungen, Anmerkungen) | Höchstplatzierung, Gesamtwochen, AuszeichnungChartplatzierungen (Jahr, Titel, Platzierungen, Wochen, Auszeichnungen, Anmerkungen) | Höchstplatzierung, Gesamtwochen, AuszeichnungChartplatzierungen (Jahr, Titel, Platzierungen, Wochen, Auszeichnungen, Anmerkungen) | Höchstplatzierung, Gesamtwochen, AuszeichnungChartplatzierungen (Jahr, Titel, Platzierungen, Wochen, Auszeichnungen, Anmerkungen) | Anmerkungen             |
| Jahr | Titel                 | DE | AT | CH | UK | Anmerkungen             |
| ---- | --------------------- | --- | --- | --- | --- | ----------------------- |
| 1976 | The Sound of Super K. | DE38 (12 Wo.)DE | — | — | UK56 (1 Wo.)UK | bereits 1975 erschienen |

grau schraffiert: keine Chartdaten aus diesem Jahr verfügbar
Weitere Alben
- 1976: Ricochet (nur Deutschland)

### Kompilationen
- 1976: Bravo Präsentiert: Kenny
- 1992: Higher Higher
- 1994: The Best of Kenny
- 2002: The Singles Collection Plus …
- 2011: Hot Lips

### Singles
| Jahr | Titel Album                                 | Höchstplatzierung, Gesamtwochen, AuszeichnungChartplatzierungen (Jahr, Titel, Album, Platzierungen, Wochen, Auszeichnungen, Anmerkungen) | Höchstplatzierung, Gesamtwochen, AuszeichnungChartplatzierungen (Jahr, Titel, Album, Platzierungen, Wochen, Auszeichnungen, Anmerkungen) | Höchstplatzierung, Gesamtwochen, AuszeichnungChartplatzierungen (Jahr, Titel, Album, Platzierungen, Wochen, Auszeichnungen, Anmerkungen) | Höchstplatzierung, Gesamtwochen, AuszeichnungChartplatzierungen (Jahr, Titel, Album, Platzierungen, Wochen, Auszeichnungen, Anmerkungen) | Anmerkungen |
| Jahr | Titel Album                                 | DE | AT | CH | UK | Anmerkungen |
| ---- | ------------------------------------------- | --- | --- | --- | --- | ----------- |
| 1974 | The Bump The Sound Of Super K               | DE19 (9 Wo.)DE | — | — | UK3 Silber · (15 Wo.)UK |             |
| 1975 | Fancy Pants The Sound Of Super K            | DE14 (20 Wo.)DE | — | — | UK4 (9 Wo.)UK |             |
| 1975 | Baby I Love You, O.K.! The Sound Of Super K | DE21 (9 Wo.)DE | — | — | UK12 (7 Wo.)UK |             |
| 1975 | Julie Anne The Sound Of Super K             | DE14 (24 Wo.)DE | AT12 (16 Wo.)AT | CH2 (15 Wo.)CH | UK10 (8 Wo.)UK |             |
| 1976 | Nice to Have You Home The Sound Of Super K  | DE30 (9 Wo.)DE | — | — | — |             |
| 1976 | Hot Lips Ricochet                           | DE20 (18 Wo.)DE | AT19 (4 Wo.)AT | CH10 (7 Wo.)CH | — |             |
| 1976 | Red Headed Lady Ricochet                    | DE49 (1 Wo.)DE | — | — | — |             |

Weitere Singles
- 1977: Old Songs Never Die
- 1979: Reach Out (I’ll Be There)